# Нгуен Тхи Ань Вьен
Нгуен Тхи Ань Вьен (вьет. Nguyễn Thị Ánh Viên; род. 9 ноября 1996, Кантхо) — вьетнамская пловчиха, призёрка чемпионатов Азии и Азиатских игр.
Родилась в 1996 году в Кантхо. В 2011 году завоевала две серебряные медали Игр Юго-Восточной Азии. В 2012 году завоевала серебряную и бронзовую медали чемпионата Азии, но на Олимпийских играх в Лондоне стала лишь 26-й на дистанции 200 м на спине, и 28-й — на дистанции 400 м комплексным плаванием. В 2013 году стала чемпионкой юношеских Азиатских игр и чемпионкой Игр Юго-Восточной Азии. В 2014 году стала чемпионкой юношеских Олимпийских игр на дистанции 200 метров комплексным плаванием и завоевала две бронзовых медали Азиатских игр.